# Hannæs
Hannæs er en del af Vester Han Herred i Nordvestjylland. Området var tidligere en halvø i Limfjorden omkranset af de to fjordarme, der nu er inddæmmet og udgør naturområdet Vejlerne. 
Indtil 1970 bestod området af sognekommunen Øsløs-Vesløs-Arup med sognene Øsløs, Vesløs og Arup. I 1970 blev Hannæs en del af Thisted Kommune. På Hannæs findes byerne Øsløs og Vesløs.
Ved Feggesund er der færge til Mors.
Fra gammel tid hørte Hannæs og resten af Han Herred med til Thysyssel.
57°02′00″N 09°00′00″Ø / 57.03333°N 9.00000°Ø